# Fetální bovinní sérum

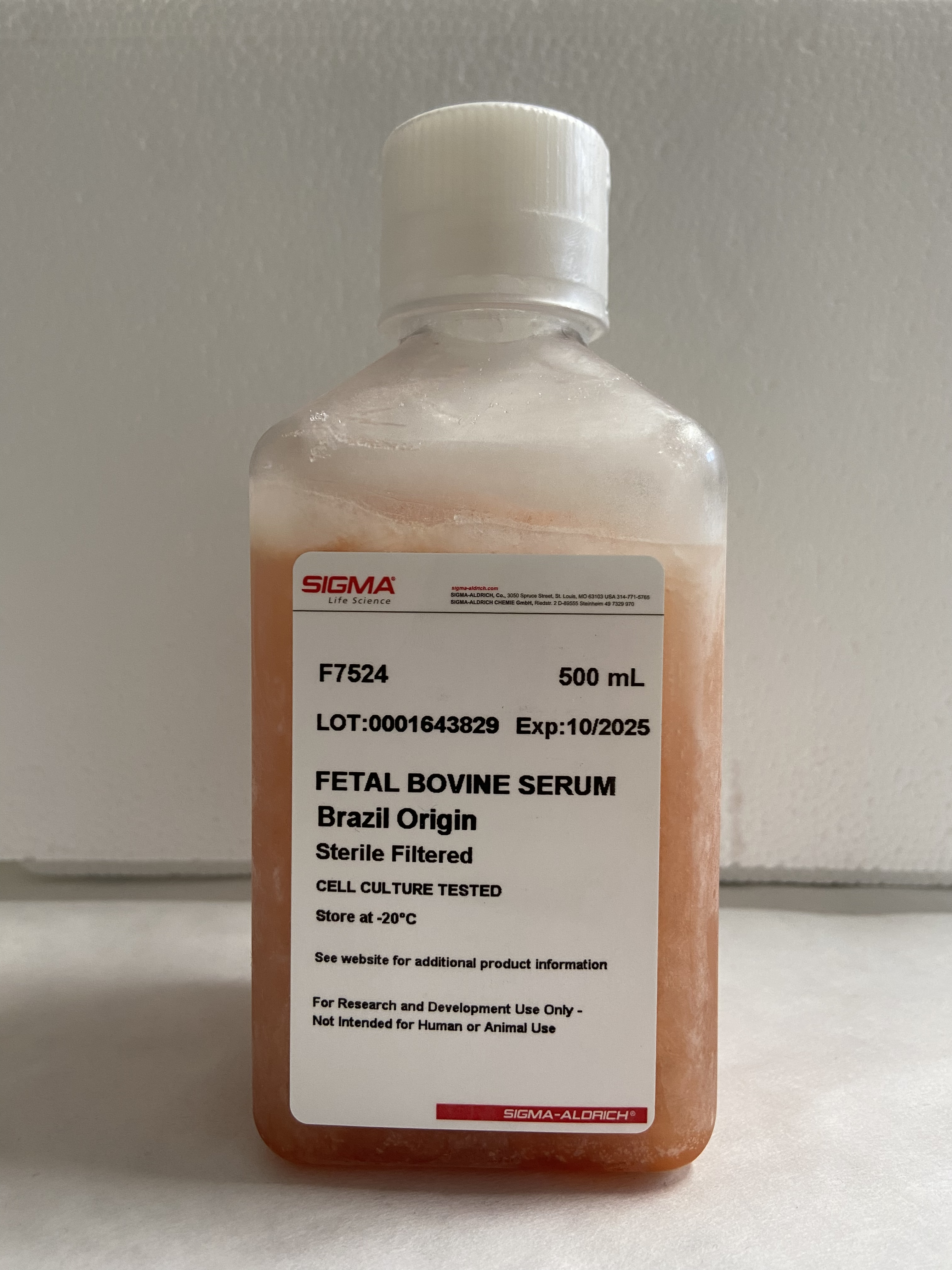
Zásobní láhev s FBS (zamražené pro delší trvanlivost)

Fetální bovinní sérum (FBS, z anglického Fetal bovine serum, někdy FCS z anglického fetal calf serum) nebo fetální hovězí sérum je tekutá bezbuněčná složka krve získávaná z nenarozených plodů krav. Díky vysokému obsahu faktorů, které podporují embryonální růst, je FBS jedním z nejpoužívanějších doplňků médií pro in vitro kultivaci savčích buněk. Do růstového média poskytuje FBS řadu aminokyselin, proteinů, růstových faktorů, stopových prvků či vitaminů a zároveň obsahuje (oproti séru z dospělých krav) nízké koncentrace gama globulinů, jež mají na růst nežádoucí inhibiční vliv. Méně často se používá i sérum z novorozených telat (zkratka NCS z anglického newborn calf serum). S použitím FBS je ale spojena řada problému, zejména z etické perspektivy kvůli způsobu jeho získávání.

## Získávání
FBS je získáváno jako vedlejší produkt masného průmyslu z plodů poražených krav. Krev je odebrána punkcí přímo ze srdce vydezinfikovaného plodu (nejméně 3 měsíce starý, jinak má pro odběr příliš malé srdce). Touto cestou je totiž minimalizována kontaminace z prostředí i ze samotného plodu. Není však aplikována žádná anestezie a tento způsob odběru je proto z etických důvodů velmi kontroverzní, jelikož vnímání bolesti se u hovězích plodů vyvíjí již kolem pátého měsíce březosti, a plody jsou tak před následnou smrtí vystaveny bolesti. Dalším krokem je vysrážení získané krve a centrifugace při nízkých teplotách.

## Složení
Složená FBS je komplexní, nedefinované a může se lišit šarží od šarže (i v případě stejného dodavatele). Důvodem hojného využívání FBS v živočišných buněčných kulturách je vysoký obsah růstových faktorů, hormonů, aminokyselin, proteinů, vitaminů, anorganických solí, protilátek, stopových prvků a lipidů. Sérum nese i esenciální složky pro uchycení buněk k povrchu (fibronektin, laminin). Právě toto složení podporuje metabolismus, růst a proliferaci kultivovaných buněk. Dále obsahuje i inhibitory proteas.
Oproti séru z telat obsahuje FBS vyšší hladinu růstových faktorů a nižší hladinu gama globulinů, jež buněčný růst inhibují.
Celkem obsahuje FBS asi 1800 proteinů, z nichž nejvíce zastoupené jsou následující:
- hovězí sérový albumin
- α-1-antitrypsin
- plasminogen
- prothrombin
- apolipoproteiny
- fetální hemoglobin
- fetuiny

## Použití
FBS slouží jako hlavní univerzální doplněk bazálních médií využívaných ke kultivaci savčích buněčných kultur. Do média přináší řadu výše zmíněných esenciálních složek. Současně také zvyšuje pufrační kapacitu média a pomáhá omezit mechanické poškození buněk při manipulaci a pipetování.

## Problémy
FBS je běžnou a velice zásadní součástí klinického a biologického výzkumu, ale i farmaceutického průmyslu. Kvůli velké spotřebě FBS se stále zvyšuje jeho poptávka i produkce. A proto je jednou z jeho nevýhod i vysoká cena. Pro výrobu jednoho litru FBS je zapotřebí jeden až tři odebrané plody (objem získaného séra se liší podle stáří a velikosti plodu). Ročně se tak pro produkci přibližně 800 tisíc litrů spotřebují asi 2 miliony plodů. Zároveň ale není výhodné chovat dobytek pouze pro účely získávání séra, jelikož v masném a mlékárenském průmyslu mají krávy násobně vyšší hodnotu. Kvůli tomu je množství dostupného séra a jeho cena na trhu značně ovlivněna vnějšími faktory, jako jsou například epidemie BSE či ceny krmiv (paradoxně při vyšších cenách krmiv dochází k dočasným píkům dostupnosti FBS, protože pro farmáře není výhodné stáda dále udržovat a posílají tak více krav na porážku). Diskutovaným tématem je samozřejmě také etická stránka celého procesu získávání séra s důrazem na blahobyt zvířat.
Z vědecké stránky je jednou z limitací používání séra jeho nedefinované složení, které může zásadním způsobem ovlivnit průběh i výsledky výzkumu. Mezi složeními jednotlivých šarží se mohou objevovat nezanedbatelné kvalitativní i kvantitativní rozdíly způsobené genetickou rozmanitostí zvířat, jejich dietou, ročním obdobím nebo i samotným produkčním procesem. Současné přijatelné podmínky pro uvedení FBS na trh nejsou nijak úzce specifikované, což přirozeně vede k větší variaci složení a ohrožení reprodukovatelnosti experimentů i obecně výzkumu.
FBS může být také kontaminované priony, endotoxiny, imunoglobuliny či různými mikroorganismy a viry. Patogeny pak mohou infikovat buněčné kultury a zahubit je (nebezpečím je i hrozící roznesení do dalších buněčných kultur, které původně nebyly v kontaktu s kontaminovaným sérem).
Z těchto důvodů se značné množství vědeckých skupin zaměřuje na hledání syntetických alternativ FBS, díky kterým by bylo možné výše uvedené limitace spojené s FBS ve výzkumu omezit. Optimalizace bezsérových kultivací však není zdaleka snadná, jelikož dosud není zcela objasněný mechanismus prospěšného účinku FBS při podpoře buněčného růstu a proliferace. Je zapotřebí dodatečně doplňovat růstové faktory, hormony, lipidy, případně i faktory pro přichycení buněk ke kultivačnímu povrchu. Následně je možné lépe kontrolovat průběh kultivace (popřípadě diferenciace) přidáním i nepřidáním určitých faktorů.